# Closteromorpha rufifacta
Closteromorpha rufifacta är en fjärilsart som beskrevs av Dyar 1914. Closteromorpha rufifacta ingår i släktet Closteromorpha och familjen nattflyn. Inga underarter finns listade i Catalogue of Life.